# Bright Enobakhare
Bright Enobakhare (* 8. Februar 1998) ist ein nigerianischer Fußballspieler, der seit 2021 bei Coventry City unter Vertrag steht.

## Karriere
Der gebürtige Nigerianer Enobakhare kam als 15-Jähriger nach England. Zunächst spielte er bei Northfield Town in Birmingham. Danach wechselte er in die Jugendakademie der Wolverhampton Wanderers. Im Juli 2015 unterschrieb er bei den Wolves einen Vertrag als Profi. Sein Debüt in der ersten Mannschaft gab er am 25. August 2015 in der 2. Runde des Ligapokals gegen den FC Barnet. Dort erzielte er zugleich sein erstes Tor, als er beim 2:1-Erfolg zur Führung traf. Ein weiterer Einsatz folgte im Ligapokal gegen den FC Middlesbrough, bevor er auch in der Championship spielte. Nachdem Wolverhampton 2018 in die erste Liga aufgestiegen war, wurde Enobakhare zum FC Kilmarnock verliehen. Danach wurde er an Coventry City und Wigan Athletic verliehen.
Am 20. Juni 2020 unterschrieb Enobakhare einen Dreijahresvertrag bei AEK Athen. Im Sommer 2021 nahm ihn der englische Zweitligist Coventry City unter Vertrag.